# 신현

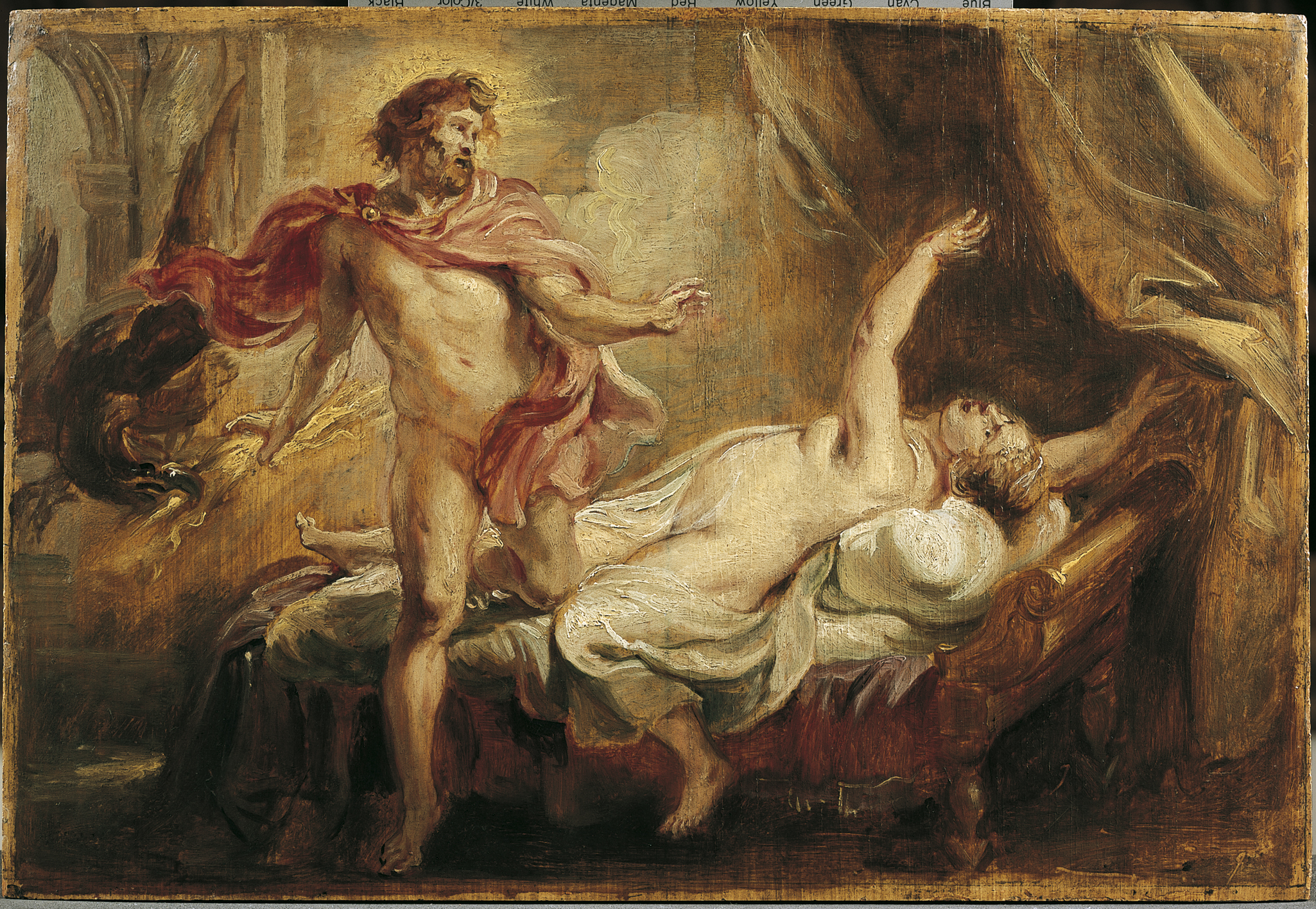
페테르 파울 루벤스의 작품 도덕적 위장없이 제우스 신현에 의한 세멜레의 죽음

신현(神顯, theophany, 고대 그리스 (ἡ) θεοφάνεια theophaneia, )이란 신의 현현을 의미한다. 하나님이 인간에게 나타난 것을 말한다. 구약성서에 보면 하나님은 아브라함에게는 천사의 모습으로, 모세와 이스라엘 백성들에게는 셰키나(shekinah, 하나님의 영광)의 모습으로, 다니엘에게는 인자의 모습으로 나타난다. 신약에서는 예수 그리스도는 바로 그 하나님의 모습으로, 바울에게는 셰키나의 하나님으로 보이셨다.
하나님의 나타나심은 자신의 존재만 아니라 자신의 의지와 계획을 위해 인간을 도구로 사용하시기 위해 현현하신 것이다. 성경에서 나타나는 하나님은 멀리 계시는 하나님(초월성)일 뿐만 아니라 또한 가까이 계시는 하나님(내재성)이시다. 하나님은 구약 시대에 그룹(Cherubim, 지천사) 사이에 임재하셨다(시 80: 1, 99: 1). 하나님의 임재는 불과 연기의 구름 속에서(창 15: 17; 출 3: 2, 19: 9, 16 이하, 33: 9; 시 78: 14, 99: 7), 폭풍우 속에서(욥 38: 1, 40: 6; 시 18: 10-16) 또한 미풍 속에서도 나타났다. 이것들은 모두가 그의 임재의 표시로 이 가운데서 그는 영광의 모습을 계시하셨던 것이다.
구약에서는 “여호와의 사자”의 현현이 특수한 자리를 차지하고 있다. 이 사자는 분명히 창조된 사자가 아니었다. 이 사자는 하나님과 구별되었으나(출 23: 20-23; 사 63: 8-9) 하나님과 동일시되기도 하였다(창 16: 13, 31: 11, 13, 32: 28). 일반적인 견해에 의하면 그는 삼위 중의 제 2위라고 한다. “만군의 여호와가 이르노라 보라 내가 내 사자를 보내리니 그가 내 앞에서 길을 예비할 것이요 또 너희의 구하는 바 주가 홀연히 그 전에 임하리니 곧 너희의 사모하는 바 언약의 사자가 임할 것이라.”(말 3: 1)
하나님의 현현은 말씀이 육신이 되신 그리스도 안에서 그 정점에 달하였고(요 1: 14) 그리스도 안에서 신격의 충만함이 육체적으로 임재하셨다(골 1: 19, 2: 9). 그리고 그리스도 안에서 교회는 성령의 전이 된다(고전 3: 16, 6: 19; 엡 2: 21). 그러나 새 예루살렘이 하늘에서 하나님으로부터 내려오고 하나님의 성막이 사람들 사이에 쳐질 때 하나님과 인간과의 가장 충만한 동거의 실현이 있게 될 것이다. “또 내가 보매 거룩한 성 새 예루살렘이 하나님께로부터 하늘에서 내려오니 그 예비한 것이 신부가 남편을 위하여 단장한 것 같더라 내가 들으니 보좌에서 큰 음성이 나서 가로되 보라 하나님의 장막이 사람들과 함께 있으매 하나님이 저희와 함께 거하시리니 저희는 하나님의 백성이 되고 하나님은 친히 저희와 함께 계셔서.”(계 21: 2-3)

## 그리스 전통

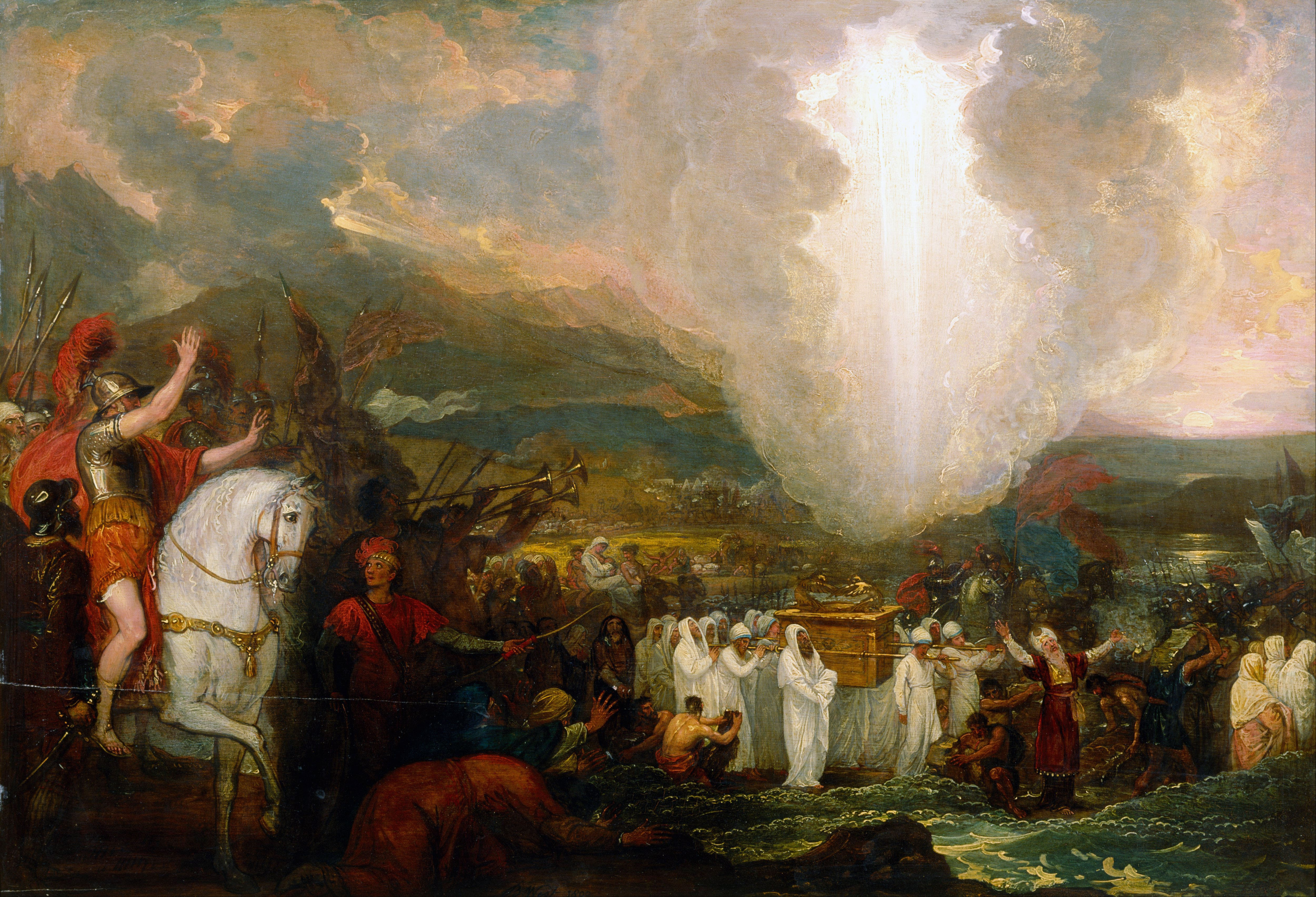
요단강을 건너가는 이스라엘 백성들이 불 기둥의 인도함을 받고 있다. 출 13:21-22.

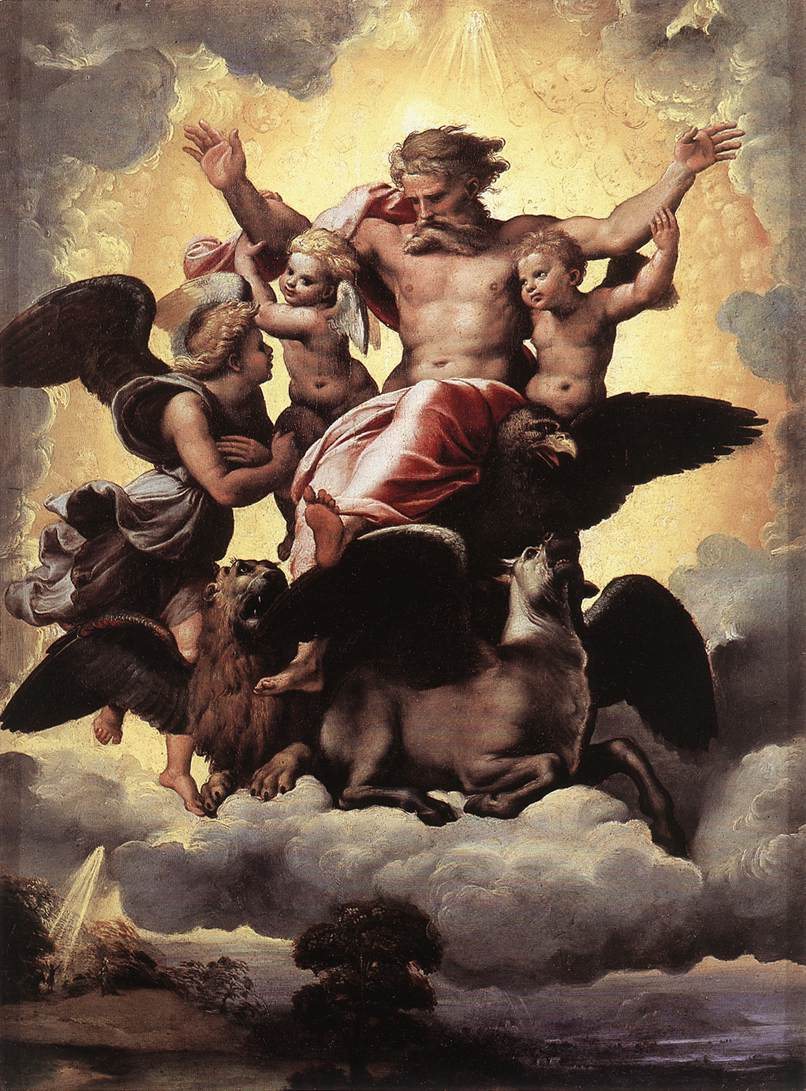
라파엘로 산치오의 작품 에스겔의 환상

## 같이 보기
- 화신